# Investment Corporation of Dubai
Die Investment Corporation of Dubai (arabisch مؤسسة دبي للاستثمارات الحكومية, DMG Muʾassasat Dubayy li-l-Istiṯmārāt al-Ḥukūmiyya, ICD) ist der wichtigste Investitionsarm der Regierung von Dubai und konzentriert sich auf die Stärkung der Wirtschaft Dubais durch langfristige Wert- und Vermögensbildung sowie globale Investitionen. Dies geschieht auch um sich langfristig weniger vom Rohstoff Öl abhängig zu machen.
Die 2006 gegründete ICD verwaltet das Unternehmensportfolio und Investitionen der Regierung von Dubai. Sie wird daher auch als Staatsfonds bezeichnet. Im Jahr 2022 meldete die ICD Vermögenswerte im Wert von 320 Milliarden US-Dollar und einen Umsatz von 73 Milliarden US-Dollar. Das in Dubai ansässige Unternehmen bietet strategische Aufsicht, entwickelt und implementiert Anlagestrategien und Corporate-Governance-Richtlinien und ist in mehreren Sektoren tätig, darunter Öl und Gas, Transport, Bankwesen und Finanzdienstleistungen.

## Geschichte
Gegründet wurde die ICD am 3. Mai 2006 gemäß Gesetz Nr. 11 von 2006 von Mohammed bin Rashid Al Maktoum, um langfristigen Wohlstand und Wert für Dubai zu schaffen. Heute verfügt Dubai über die ICD Handelsgesellschaften und Investitionen in 87 Ländern und auf sechs Kontinenten. Die Regierung von Dubai übertrug 2007 Mehrheitsbeteiligungen an der Emirates Bank International (EBI), der National Bank of Dubai (NBD), dem Dubai World Trade Center, der Emirates National Oil Company, der Dubai Aluminium Company, Emirates Airlines, dnata und CBME an die Investment Corporation of Dubai (ICD). Darüber hinaus wurden Minderheitsbeteiligungen an Emaar Properties (EMAAR), der Dubai Islamic Bank, der Commercial Bank of Dubai, der Dubai Ice Plant & Cold Stores Company und der Dubai Development Company an die ICD übertragen.
Im Jahr 2007 erwarb die ICD auch die Börse Dubai.

## Leitung
Scheich Hamdan bin Mohammed bin Rashid al Maktoum, Kronprinz von Dubai und Vorsitzender des Dubai Executive Council, ist Vorsitzender des ICD. Darüber hinaus bekleiden Vorstandsmitglieder verschiedene Positionen innerhalb der Organisation.
- Scheich Maktoum bin Mohammed bin Rashid Al Maktoum, stellvertretender Vorsitzender (Erster stellvertretender Herrscher von Dubai)
- Scheich Ahmed bin Saeed Al Maktoum, Vorstandsmitglied
- Mohammed Ibrahim Al Shaibani, Vorstandsmitglied und Geschäftsführer
- Reem bint Ebrahim Al Hashimy, Vorstandsmitglied
- Sultan bin Saeed Al Mansouri, Vorstandsmitglied
- Abdulrahman Saleh Al Saleh, Vorstandsmitglied
- Mohamed Hadi Al Hussaini, Vorstandsmitglied
- Helal Saeed Al Marri, Vorstandsmitglied

## Portfolio
Das Portfolio der ICD umfasst hauptsächlich Unternehmen und Vermögenswerte, die sich ganz oder teilweise im Besitz der Regierung von Dubai befinden. Die Gesamtaktiva der ICD decken zum 31. Dezember 2021 die folgenden Sektoren ab (Anteil in % basierend auf den Investitionen der ICD):
Die Investment Corporation of Dubai (ICD) verfügt über ein diversifiziertes Portfolio mit Vermögenswerten in den Bereichen Finanzen, Transport, Öl und Gas, Industrie, Gastgewerbe und Freizeit, Immobilien und Bauwesen sowie Einzelhandel und anderen Sektoren.

### Finanzen
23 % der ICD-Beteiligungen im Banken- und Finanzdienstleistungssektor werden von fünf großen Unternehmen gehalten: Emirates NBD, Commercial Bank of Dubai (CBD), Dubai Islamic Bank, National Bonds Corporation (NBC) und Börse Dubai. Dies umfasst auch die Beteiligungen an den Finanzmärkten, die über die Mehrheitsbeteiligungen der Börse Dubai an der DFM und der NASDAQ Dubai gehalten werden.

### Transport
25 % der Vermögenswerte von ICD bestehen aus vier großen transportbezogenen Beteiligungen, darunter Emirates Airline, Dnata, Flydubai und Dubai Aerospace Engineering („DAE“).

### Öl und Gas
Eine große Beteiligung, die Emirates National Oil Company („ENOC“), stellt 3 % in Form von Öl- und Gasanlagen.

### Industrie
Drei große Beteiligungen machen 7 % des Vermögens von ICD aus, darunter Emirates Global Aluminium („EGA“), Dubal Holding und Dubai Cable Company („Ducab“).

### Gastgewerbe & Freizeit
17 % des Vermögens von ICD bestehen aus acht großen Beteiligungen, darunter das Dubai World Trade Centre („DWTC“), Kerzner International Holdings Limited („Kerzner“), das UNESCO-geschützte Porto Montenegro in der Bucht von Kotor, Atlantis The Palm,[65] Atlantis The Royal at The Palm, Mandarin Oriental New York, One&Only Palmilla und One&Only Cape Town.

### Immobilien & Bauwesen
Zu den sechs großen Immobilien- und Baubeteiligungen, die 16 % des ICD-Vermögens ausmachen, gehören Ithra Dubai, Emaar Properties („EMAAR“), ALEC Engineering and Contracting Limited, ICD Brookfield Place (ein Joint Venture zwischen ICD und Brookfield Property Partners zu gleichen Teilen),[79] Dubai Investments und die Dubai Integrated Economic Zones Authority („DIEZ“). DEIZ wurde am 1. Januar 2022 gegründet und umfasst die Dubai Airport Freezone Authority (DAFZA), Dubai Silicon Oasis und Dubai CommerCity (DCC).

### Einzelhandel & Sonstige
9 % der Vermögenswerte von ICD werden von acht großen Einzelhandels- und anderen Beteiligungen gehalten, darunter Dubai Duty Free („DDF“), emaratech, Imdaad, Emirates Rawabi, Dubai Multi Commodities Centre Authority („DMCC“), Dubai Global Connect („DGC“), ISS Global Forwarding und SmartStream.

## Mitgliedschaften
Sie ist Mitglied im International Forum of Sovereign Wealth Funds (IFSWF) und hat sich damit verbunden auch den Santiago-Prinzipien für angemessenes Handeln und ordentlicher Geschäftstätigkeit verschrieben.